# 南あわじ市立灘小学校
南あわじ市立灘小学校（みなみあわじしりつ なだしょうがっこう）は、兵庫県南あわじ市灘山本にあった公立小学校。

## 沿革
- 1986年(昭和61年)4月1日 - 南淡町立灘第一小学校、南淡町立灘第一小学校潮崎分校、南淡町立灘第二小学校が統合し南淡町立灘小学校創立。
- 2005年(平成17年)1月11日 - 南あわじ市の発足により南あわじ市立灘小学校と改称。
- 2015年(平成27年)3月31日 - 南あわじ市立阿万小学校へ統合。

## 通学区域
- 南あわじ市灘地区(地野を除く)[1]

## 進路状況
ほとんどの児童は南あわじ市立南淡中学校へ進学する。